# Йоринда і Йоринґель
«Йоринда і Йоринґель» (нім. Der alte Großvater und der Enkel) — казка, опублікована братами Грімм у збірці «Дитячі та сімейні казки» (1812, том 1, казка 69). Згідно з класифікацією казкових сюжетів Аарне-Томпсона має номер 405.

## Сюжет
В одній країні в замку посеред темного лісу, самотньо мешкала чаклунка, яка могла обертатися на кота чи сову. Кожен, хто підходив ближче ніж сто кроків до її замку — зупинявся і не міг зрушитись з місця, поки вона не зніме закляття. В такий спосіб чаклунка полювала на птахів і звірів, які готувала і з'їдала. На кожну дівчину, яка потрапляла в цю пастку, чекало перетворення на пташку, яку чаклунка закривала у клітці та відносила до одної з кімнат замку.
Одного дня в лісі поблизу замку заблукала молода дівчина Йоринда і її наречений Йоринґель. Обоє потрапили у пастку чарівниці. Чарівниця перекинула Йоринду на солов'я і помістила її в клітку. Йоринґель не міг їй допомогти, бо під впливом чарів скам'янів і не міг поворухнутись. Чарівниця згодом звільнила його від чарів, але сказала, що йому більше ніколи не побачити Йоринди.
Йоринґель був у розпачі, але поселився у селі неподалік замку. Він часто блукав навколо замку, але близько не підходив. Одної ночі приснилося йому, що він знайшов криваво-червону квітку з великою перлиною всередині, за допомогою якої йому вдалося зняти закляття чарівниці. Прокинувшись, хлопець почав пошук квітки та на світанку дев'ятого дня знайшов її. Тоді Йоринґель подався з нею до замку, пройшов безпечно аж до брами й за допомогою квітки відкрив її. Зайшовши всередину, Йоринґель зустрів чарівницю, що якраз годувала ув'язнених пташок. Тоді ж хлопець спостеріг, що чаклунка тримає в руках клітку з солов'єм, підійшов до неї й торкнувся її квіткою, після чого чарівниця втратила усі свої сили. Доторкнувшись квіткою до пташки в клітці, та обернулася на його Йоринду. Тоді разом вони звільнили всіх решту ув'язнених дівчат.

## Варіанти
Під час дев'ятнадцятого століття не зустрічалися інші варіанти казки попри казку братів Ґрімм та шведської казки, про яку згадували Йоганнес Больте та Їржі Полівка. Ситуація змінилася у двадцятому столітті, коли з'явилися перші публікації інших версій. Фландрійську версію з Вілебрука під назвою «Яннекен і Мікен і відьма Пітьє Лу» (нід. Janneken en Mieken en de tooverheks Peetje Loo) записав бельгійський письменник і фольклорист Віктор Демеєр. У цій версії головні персонажі не є нареченим і нареченою, а братом і сестрою, а закляття знімається не за допомогою квітки, а зміїної шкури. У нідерландській версії з Дріберґена під назвою «Золотий м'яч» (нід. De gouden bal), яку записав Геріт Якоб Букенооген, головні персонажі також брат і сестра, що є дітьми короля, але на птаха перетворюється брат, а сестра, щоб знайти білу чарівну квітку, мусить заручитися допомогою гномів і перемогти дракона. В англійській версії казки головними персонажами є брат і сестра Гензель і Гретель. Окрім Європи, Мері Кембелл також віднайшла версію казки в Кентуккі під назвою «Квітка роси» (англ. The Flower of Dew) з близьким сюжетом до версії братів Грімм.

## У популярній культурі
- «Казки братів Грімм» («Гензель і Гретель» — епізод 17, серія 1) — японський анімаційний серіал (1987—1988)
- «Йоринда і Йоринґель» — німецький сімейний фільм 2011 року.
- Персонажі на ім'я Йоринда і Йоринґель зустрічаються у відеогрі «Anna's Quest».